# Elizabeth Holmes
Elizabeth Anne Holmes (Washington DC, 3 de febrer de 1984) és una exempresària estatunidenca que s'ha fet famosa internacionalment arran de les acusacions de frau i associació il·lícita que va cometre a la seva companyia Theranos, societat especialitzada en serveis mèdics.
La carrera de Holmes, el seu ascens i la dissolució posterior de la seva empresa i alhora les conseqüències posteriors van fer l'objecte d’un llibre escrit pel periodista de The Wall Street Journal, John Carreyrou: Bad Blood: Secrets and Lies in a Silicon Valley Startup el 2018, d'un llargmetratge documental de HBO, The Inventor: Out for Blood in Silicon Valley i d'una adaptació cinematogràfica amb Jennifer Lawrence prevista pel 2022.
L'any 2021 fou jutjada per estafa, ja que els tests que havia posat a la venda Theranos no donaven els resultats que havien promès. Acusada de tres delictes de frau als inversors i alhora de conspiració, va estar condemnada a onze anys i tres mesos de presó el 2022.